# Đurđina Jauković
Đurđina Jauković, črnogorska rokometašica, * 24. februar 1997, Nikšić.
Od leta 2020 je članica Brest Bretagne Handball, kot članica reprezentance pa zastopa Črno Goro od leta 2014.